# Preludio obsesivo
«Preludio obsesivo» es una de las canciones más clásicas de la banda argentina de heavy metal Rata Blanca. Es una canción instrumental. Es la octava canción del álbum Rata Blanca pero también fue incluido en Magos, espadas y rosas como canción extra.
Esta canción fue editada como si hubiese sido compuesto por Roberto Conso, aunque realmente lo compuso Giardino, pero, en la división de ganancias, se estipuló que tres canciones de ese primer disco quedarán para el productor discográfico, representante y mánager de la banda.
Existe una versión de esta canción interpretada con una orquesta sinfónica, la cual solo usan el arpegio de dicha canción. Esta canción apareció en el álbum en vivo titulado En vivo en Buenos Aires (1996).